# ...Plays Science-Fiction Movie Themes
...Plays Science-Fiction Movie Themes – czwarty album projektu muzycznego Koto, wydany w 1993. Producentem i wykonawcą wszystkich utworów był Michiel van der Kuy. 
Album zawiera zrealizowane w stylu spacesynth instrumentalne interpretacje tematów muzyki filmowej, napisanych do filmów i seriali science fiction. Podobnie, jak w przypadku płyty Koto Plays Synthesizer World Hits, pomysłodawcą płyty był Reinhard Piel, wówczas zatrudniony na stanowisku A&R w ZYX Music, odpowiedzialny za kontakt między wytwórnią, a van der Kuyem. Pomimo deklaracji zawartej w tytule, na albumie znalazły się także tematy muzyczne z dzieł nie należących do gatunku SF – seriali Airwolf i MacGyver oraz filmów Atak na posterunek 13 oraz Czas apokalipsy. 
Był to ostatni album Koto wydany w dekadzie lat 90. XX wieku, po jego wydaniu nastąpiła wieloletnia przerwa w działalności projektu zakończona w grudniu 2021 roku wydaniem krążka Return of the Dragon.

## Spis utworów
1. „Star Trek” (Alexander Courage) – 4:53
2. „MacGyver” (Randy Edelman) – 3:47
3. „Airwolf” (Sylvester Levay) – 3:45
4. „The End” (John Carpenter) – 4:12
5. „Twilight Zone” (Marius Constant) – 4:15
6. „Back to the Future” (Alan Silvestri) – 4:09
7. „The Thing” (Ennio Morricone) – 3:06
8. „Terminator” (Brad Fiedel) – 3:32
9. „Die Klapperschlange” (John Carpenter) – 4:08
10. „The Eve Of The War” (Jeff Wayne) – 4:12
11. „Star Wars” (John Williams) – 3:49
12. „Space Patrol Orion” (Peter Thomas) – 3:29
13. „Apocalypse Now” (Carmine Coppola) – 3:19